# Frimley
Frimley è una località del Regno Unito, nella contea inglese del Surrey. Situata all'estremità occidentale della sua contea, il suo territorio confina con l'Hampshire. Dista circa 50 km ovest-sudovest di Londra ed è parte del distretto urbano di Frimley-Camberley, a propria volta facente parte del borough di Surrey Heath.